# Saavedra (Buenos Aires)
Saavedra es un barrio residencial ubicado en el norte de la ciudad de Buenos Aires, en Argentina. Limita con los barrios de Núñez al este, Coghlan y Villa Urquiza al sur, con el partido de Vicente López al norte y con Villa Martelli al oeste.

## Historia

### Fundación

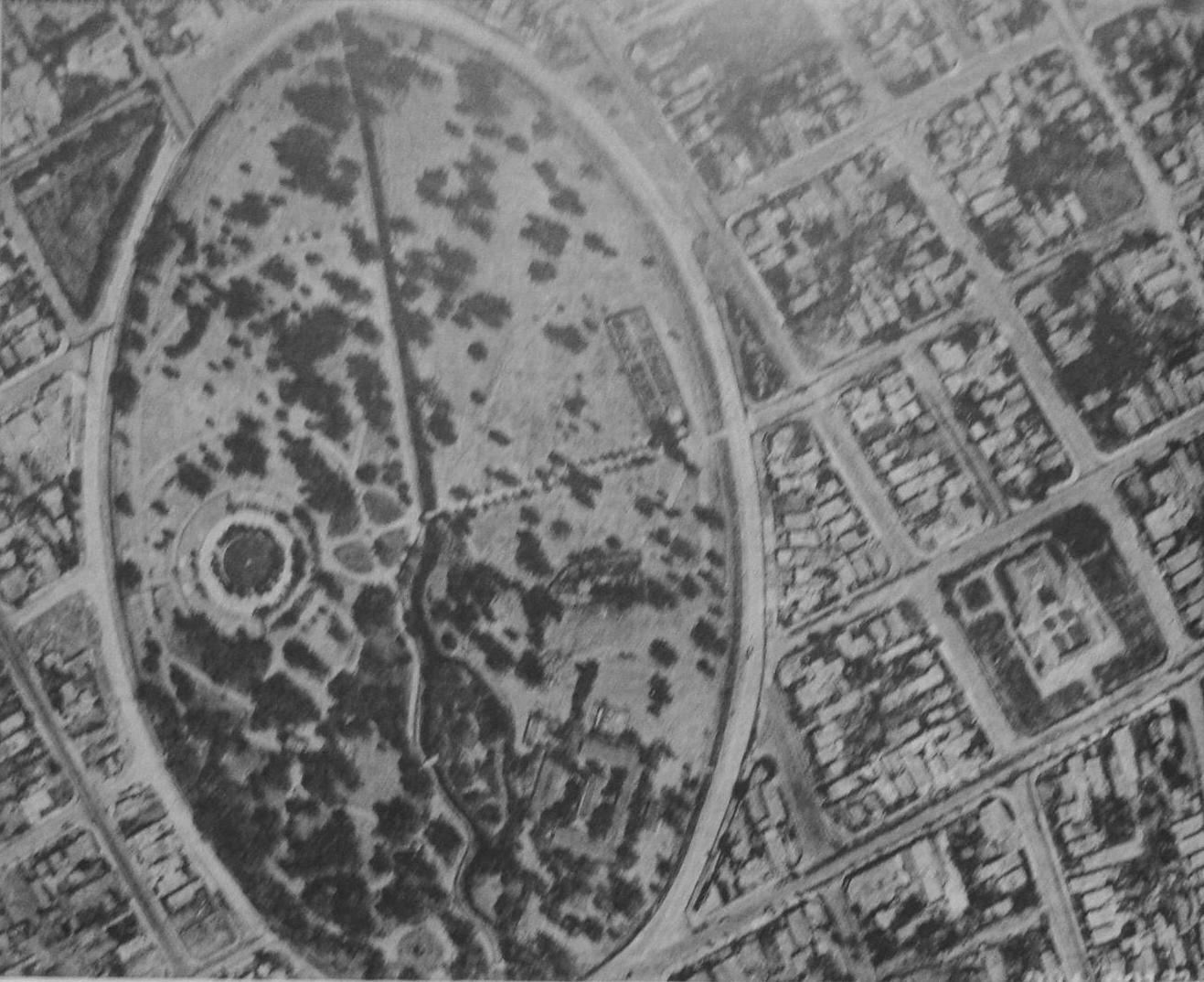
Vista aérea realizada en 1939.

En 1864, Don Luis María Saavedra comienza a formar su propio establecimiento en el paraje conocido por Saavedra y compra 185 hectáreas. Este campo fue creciendo por sucesivas compras, llamado las chacras o la estancia de Saavedra y construirá a partir del año 1870 una amplia mansión con 14 habitaciones en su cuerpo principal. Al fallecer en el año 1900 sus chacras habían alcanzado una extensión de 350 hectáreas y para 1908 la Municipalidad aprueba la compra del Parque o Lago de Saavedra. La familia contribuyó al progreso del barrio donando los lotes necesarios para la construcción de la estación ferroviaria que llevará su nombre pero en homenaje a su hijo varón homónimo fallecido siendo un niño. Los campos y fincas que aún poseían los descendientes de Luis María Saavedra, pasarán a ser propiedad del Estado por ley N.º 12.336 del 21/12/1936 con el objeto de destinar la parte ubicada en esta capital a parque público.
Consecuentemente en octubre de 1872, Don Florencio Emeterio Nuñez adquiere 55 hectáreas en la zona norte de Belgrano, formando una sociedad comercial con otros importantes propietarios para su posterior loteo.
Desde 1862  Antonio Etchegaray y Joaquín Pedro da Rocha fueron socios en la sociedad Etchegaray y Rocha y en 1868 integraron la sociedad Compañía Tranway Argentino Mariano Billinghurst y Cia., con Mariano Billinghurst, Lauro Cabral, Mariano Marzano, Juan Gil, Pedro Regalado Rodríguez, con el objeto de construir y explotar de dos líneas de tranvías a caballo, con itinerario de Recoleta a Plaza Constitución, y de Plaza de Mayo a San José de Flores. El 27 de febrero de 1873 compran a Mariano Medrano una chacra de 119 hectáreas en el Cuartel 5° del Partido de Belgrano (hoy Saavedra).
El 4 de marzo de ese año Antonio Etchegaray y Joaquín Pedro da Rocha manifiestan que la compra anterior fue hecha en sociedad con José María Mascias, Juan Montes y Florencio Eleuterio Núñez, en tercios: el primero a Etchegaray y da Rocha, el segundo a Montes y Mascias y el tercero a Núñez. 
En 1872 se formó la sociedad Núñez y Cia, con Núñez, Montes, Mascias (quienes a su vez eran socios en otros emprendimientos), Etchegaray y da Rocha. Esta sociedad adquirió 44 hectáreas en el hoy barrio de Saavedra, que en ese entonces formaba parte del Partido de Belgrano, provincia de Buenos Aires y fundaron el pueblo de Saavedra el 27 de abril  de  de 1873,tal como consta en el acta correspondiente que con sus nombres se encuentra en el Museo Saavedra. 
En 1874 la sociedad Núñez y Cia. se disolvió y entró en concurso debido a la crisis financiera que sufrió la República Argentina.
Saavedra es el único barrio de la ciudad que fue fundado formalmente con un acta de creación, la fundación se realizó en el Parque Saavedra el 27 de abril de 1873, el acta de fundación se exhibe actualmente en el Museo Histórico de Buenos Aires Cornelio de Saavedra, ubicado dentro del Parque General Paz.En ese documento constan los nombres de los fundadores: Florencio Núñez, Joaquim Pedro da Rocha, Antonio Etchegaray, José María Mascias y Juan Montes.

### Loteo de Terrenos
Desde la oficina de venta de lotes, la sociedad Nuñez y Compañía comenzó a darle forma al trazado actual del barrio con la apertura de calles y el loteo de las fracciones.
La sociedad Nuñez y Cia. instaló sus oficinas de venta de terrenos en la actual intersección de las avenidas Cabildo (en ese entonces llamada 25 de Mayo) y Crisólogo Larralde (en ese entonces llamada Acosta) la cual era la única casa del barrio con vereda donde funcionaba su oficina de venta de lotes.
Saavedra fue, en su origen, un pueblo alejado del centro de la ciudad de Buenos Aires.

### Desarrollo del barrio por la llegada del ferrocarril
El desarrollo y el asentamiento masivo de vecinos, sin embargo, no llegaría hasta febrero de 1891, con la inauguración de la estación Luis María Saavedra del Ferrocarril Central Argentino (hoy línea Mitre operada por la empresa estatal Trenes Argentinos). Por ese entonces, la geografía elevada del barrio, con lomas y barrancas, era atravesada verticalmente por el arroyo Medrano, que formaba un gran lago en el actual Parque Saavedra para desembocar luego en el Río de la Plata (en la actualidad el mismo corre entubado bajo el boulevard García del Río).

### SigloXX
A comienzos del siglo XX, con la integración de los "pueblos" periféricos al tejido de la ciudad, comenzaron a instalarse en la zona numerosos almacenes, fondas y pulperías. Para la década de 1920, el barrio adquirió cierto carácter marginal, albergando en el área del actual Puente Saavedra algunas casas de prostitución y juego clandestino. Ya a comienzos de la década de 1950, el mismo presentaba su fisonomía actual, poblándose de chalets, viviendas de clase media y edificios de propiedad horizontal.

## Características

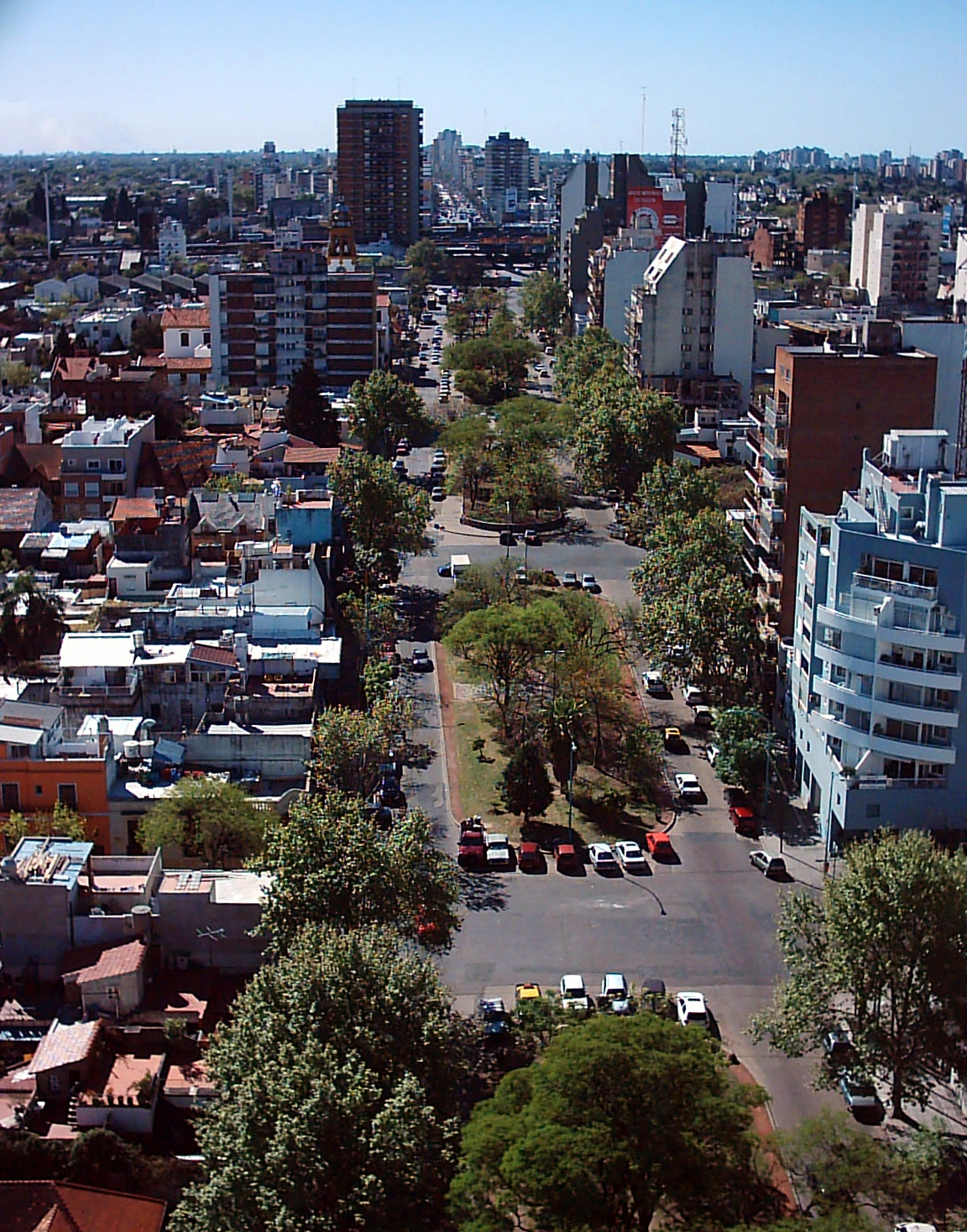
Avenida San Isidro. Amplio bulevar a una cuadra de Av. Cabildo.

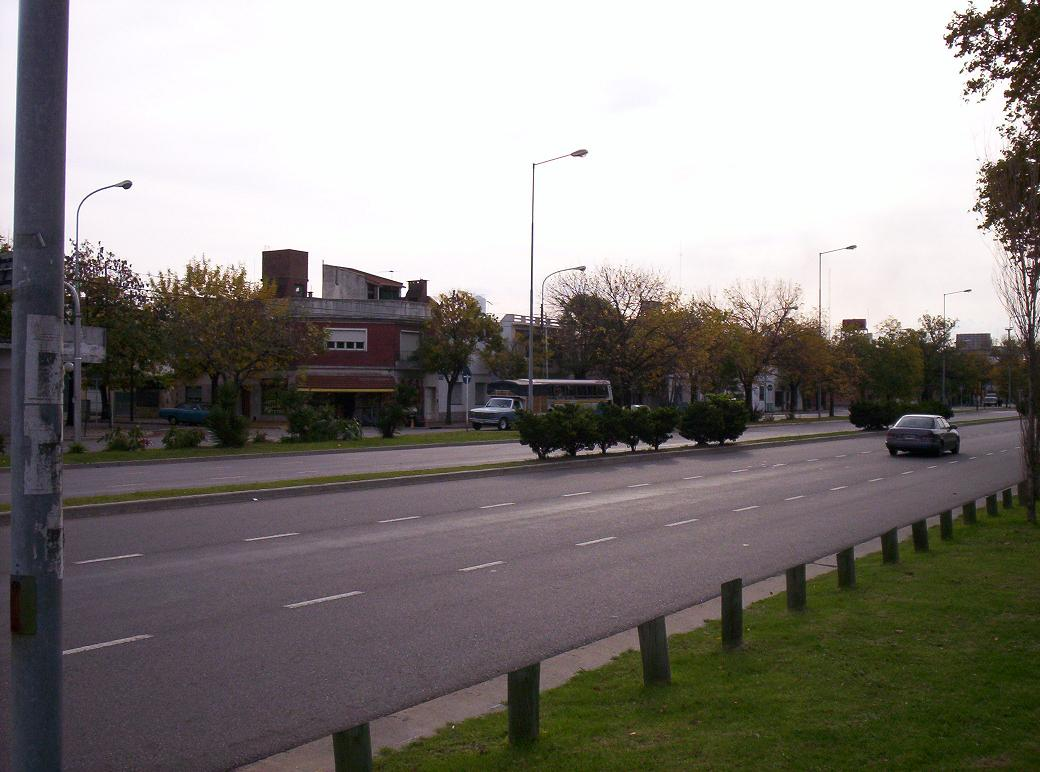
Avenida Roberto Goyeneche (ex Avenida Parque y ex Avenida Donado). Una de las principales Avenidas del barrio que conecta con la Av. General Paz y la Carretera Panamericana.

Con una extensión de 5,9 km², concentra su actividad comercial en sus dos principales arterias: la Avenida Cabildo y Avenida Ricardo Balbín, que lo conectan con los principales corredores de tránsito y transporte público de la ciudad.
Se caracteriza por ser un barrio residencial de casas bajas con numerosos espacios verdes y de esparcimiento (entre los que se destacan el Parque Saavedra, Parque General Paz y Parque Sarmiento), a la vez que por su tranquilidad y estilo de vida tradicionalmente barrial.
Dentro del barrio, de relativamente baja densidad demográfica, se distinguen cuatro zonas bien definidas:
1. El tejido urbano tradicional.
2. El Barrio Residencial Cornelio Saavedra (ubicado detrás del Parque Sarmiento, en un armado de calles circulares concéntricas)
3. El barrio Presidente Roque Sáenz Peña alrededor de la calle Valdenegro
4. El barrio Mitre, detrás de la fábrica Phillips.

## Cultura e infraestructura
Culturalmente, Saavedra se identifica con la tradición barrial porteña y especialmente con el tango, por haber sido el lugar de residencia del popular cantante Roberto Goyeneche, el "Polaco", famoso hincha del Club Atlético Platense, otro ícono del barrio, a pesar de tener su sede del otro lado de la General Paz, en Florida. El barrio de Saavedra es cuna de la cantidad más importante de hinchas del mencionado club. 
Saavedra alberga entre sus límites al parque polideportivo Presidente Sarmiento, el complejo municipal de deportes más grande de la ciudad, y al Museo Histórico Municipal Cornelio Saavedra, ubicado en lo que fuera el casco de la estancia que perteneciera al sobrino de este. La infraestructura de servicios, transporte, educación, salud y seguridad es óptima y está al nivel de la media del resto de la ciudad.

## Arroyo Medrano
Por el barrio de Saavedra pasa el Arroyo Medrano, el cual es un arroyo entubado y soterrado que pasa más precisamente por debajo del Parque Sarmiento, la calle Vilela (corrección léase Av. Ruiz Huidobro), el Parque Saavedra, la Avenida García del Río y la Avenida Comodoro Martín Rivadavia, luego de atravesar la avenida Lugones corre a cielo abierto, pero rectificado, unos 300 m hasta desembocar en el Río de la Plata.
Se han producido inundaciones (desbordes del arroyo por sudestadas) a lo largo de la historia, siendo los años 1980 y 1985 las últimas grandes que se produjeron, hasta que en abril de 2013 se produjo una gran inundación que generó grandes daños a todo el barrio.El martes 2 de abril de 2013, el arroyo vio desbordada, provocando decesos y destrucción material por un valor estimado de varios millones de pesos. lo que derivó en el anegamiento de diferentes barrios. Estas inundaciones se debieron a la obstrucción de las bocas de tormenta y su falta de mantenimiento por parte del gobierno porteño, en total diez personas perdieron la vida en dicha inundación en la ciudad.

## Barrios no oficiales dentro de Saavedra
Dentro del barrio de Saavedra hay tres barrios "no oficiales" bien diferenciados entre sí, aunque estos tres sub-barrios no ocupan la totalidad del barrio oficial de Saavedra.

### Barrio Presidente Roque Sáenz Peña
El Barrio Presidente Roque Sáenz Peña posee casas bajas más importantes.
El barrio se desarrolla alrededor de la calle Valdenegro, en varios pasajes como son "Flor del Aire" o "Chajarí" entre otros, el barrio se encuentra encerrado entre las Avenida Dr. Ruiz Huidobro, Calle Galván y la Avenida Crisólogo Larralde. Dentro de este sub-barrio se encuentra la Plaza 1 de marzo de 1948.

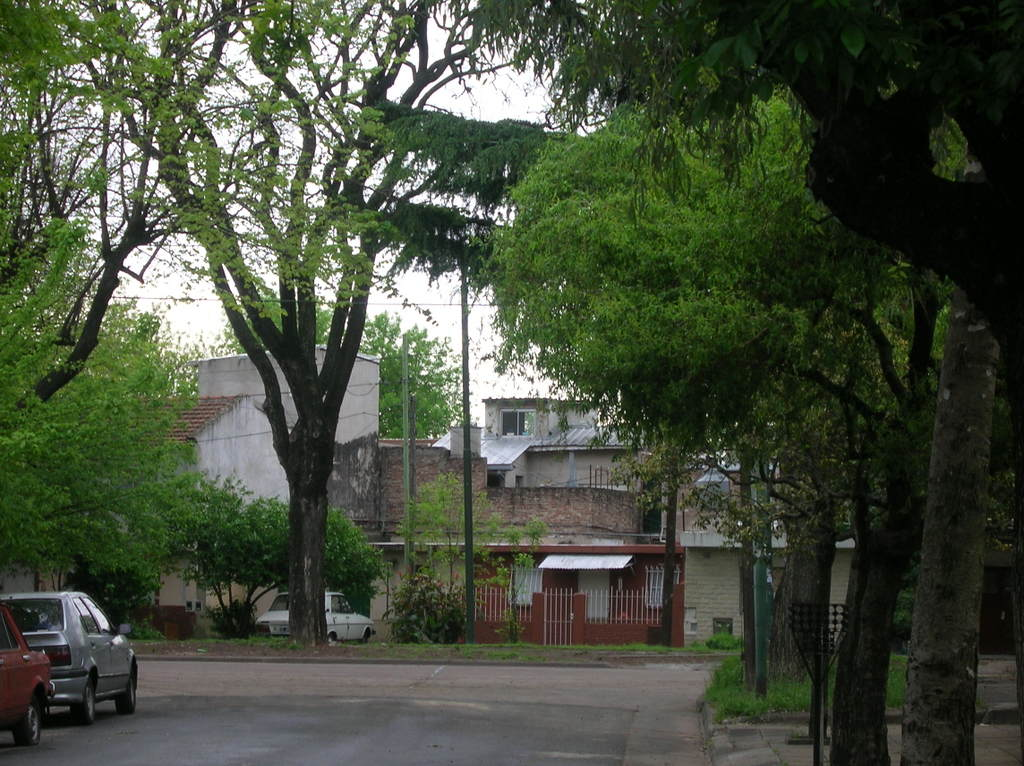
Entrada al Barrio Mitre

### Barrio Presidente Mitre
El Barrio Presidente Mitre, conocido como "Barrio Mitre", se encuentra espaldas de la fábrica Phillips. Está compuesto de 6 manzanas pegadas entre las calles Correa, Posta, Arias y Melián. En la década del ’40, en el terreno en el que hoy está este barrio había una "villa miseria". En 1957, en la villa ocurrió un grave incendio sobre la Avenida Ruiz Huidobro y sus habitantes tuvieron que irse a vivir al albergue Warnes, de triste fama. El Barrio Mitre se empezó a construir ese año para los que perdieron sus casas en el incendio, y se inauguró en octubre de 1958. Parte de la gente antes evacuada fue reubicada en aquel. [cita requerida]
Durante el año 2000 comenzaron las obras para construir el Supermercado Auchan al costado de la fábrica Philips y por delante del Barrio Mitre, pero las obras quedaron abandonadas debido a la crisis del 2001. El terreno de esta construcción ocupa unas 4 manzanas y se encontró vacío durante varios años. Ante el peligro de que se instalaran asentamientos ilegales se valló dicho terreno para no permitir el acceso a particulares.

### Barrio Residencial Cornelio Saavedra
Es un Barrio ubicado entre el Parque Sarmiento y el Parque General Paz, el barrio fue construido por Perón y en un primer momento se trataba de un conjunto de casas humildes, pero con el tiempo fue haciéndose cada vez más a un barrio de clase media alta.

## Galería de imágenes

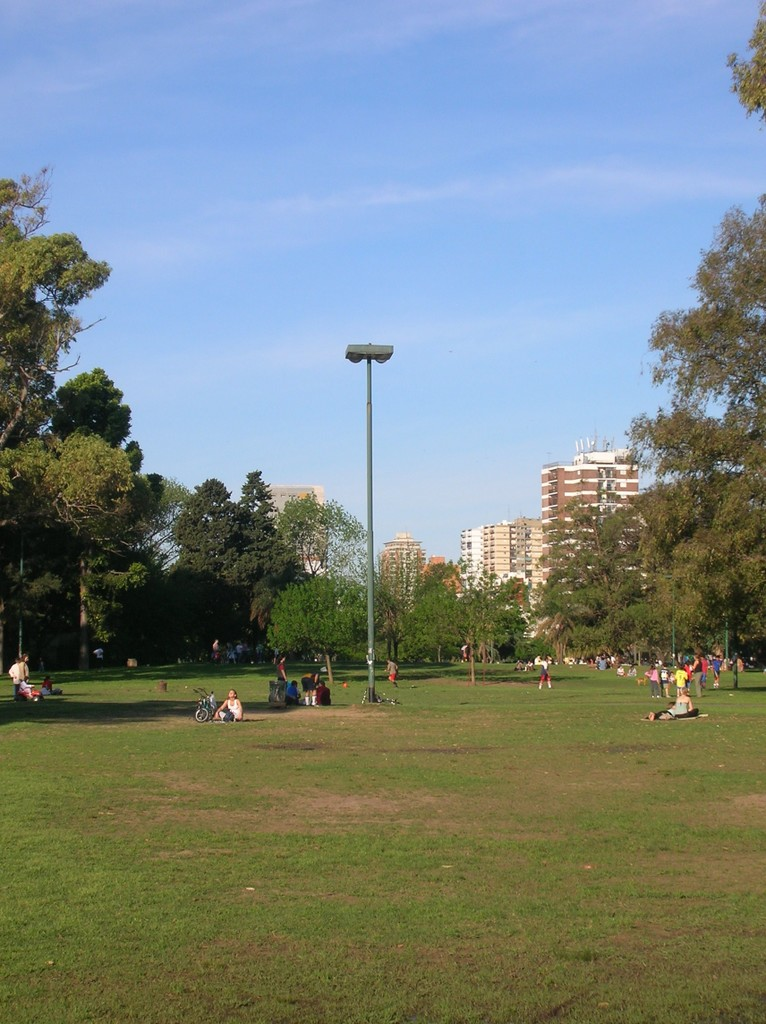
Vista del Parque Saavedra; de fondo se ven las torres de la Avenida García del Río
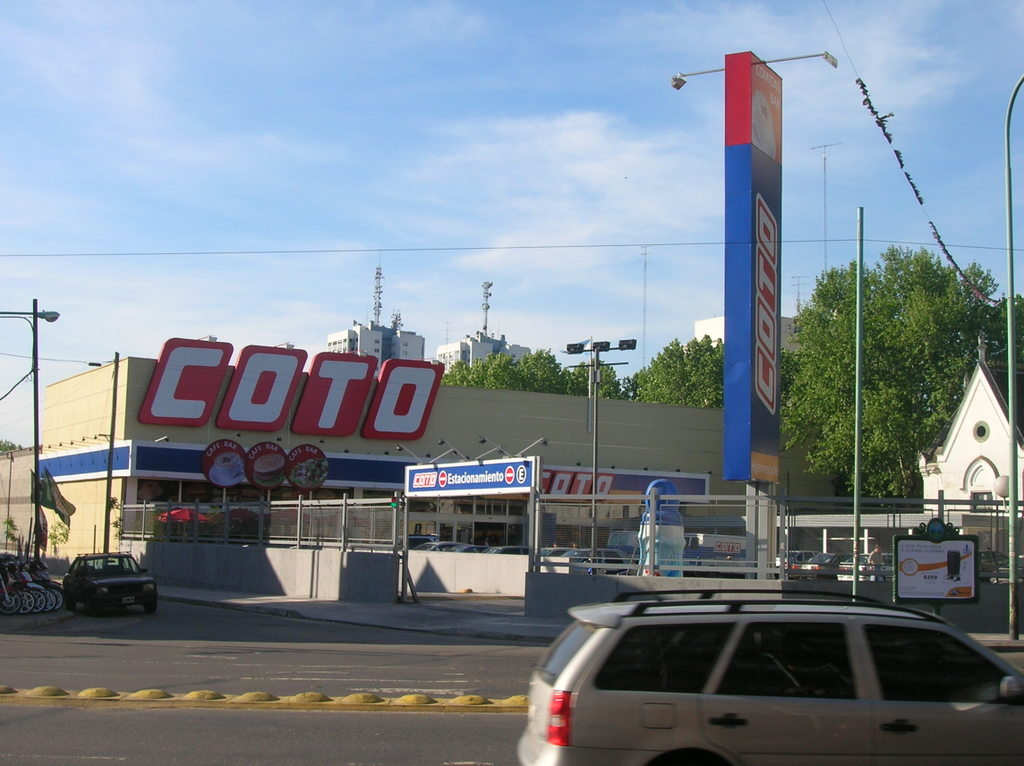
Supermercado Coto de Saavedra, al lado de la estación de tren Luis María Saavedra
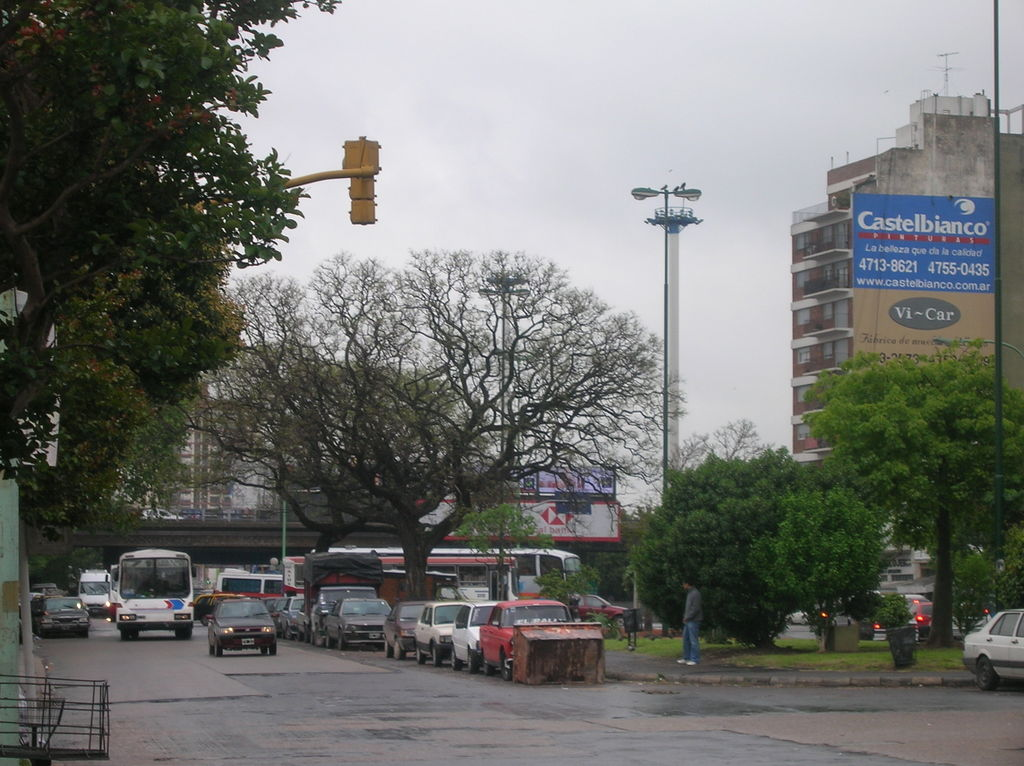
Bulevar San Isidro, próximo al Puente Saavedra
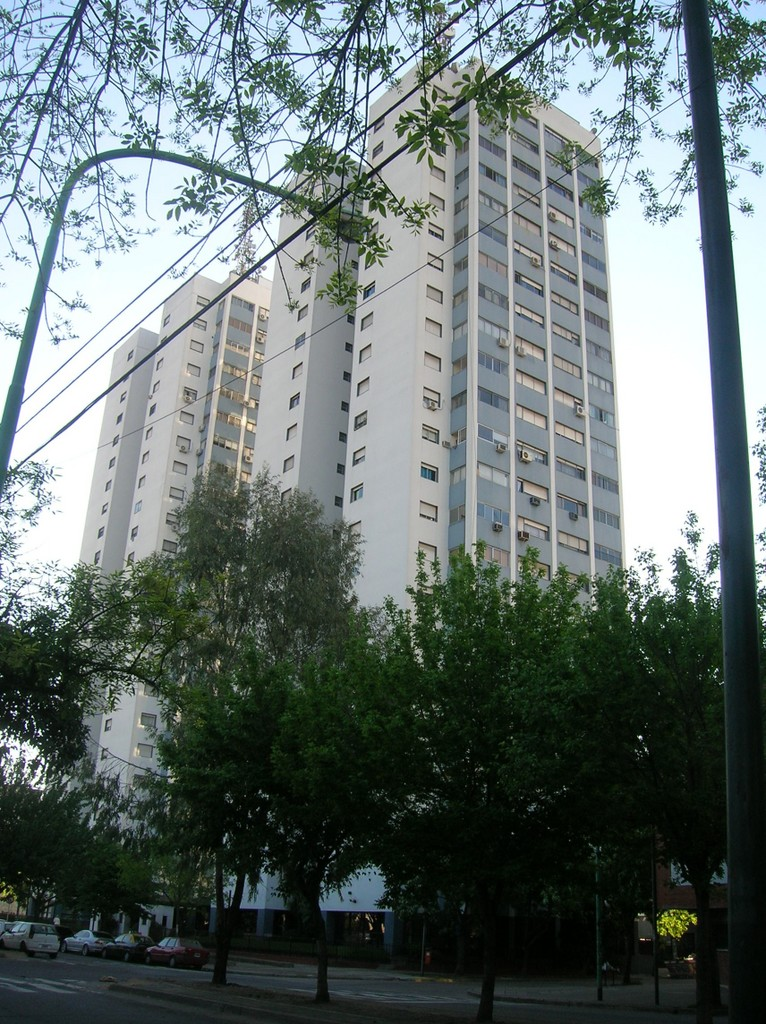
Torres de la Avenida Ruiz Huidobro; estas torres pertenecen al grupo de cinco torres que se encuentran sobre la avenida en un tramo de cuatro cuadras.
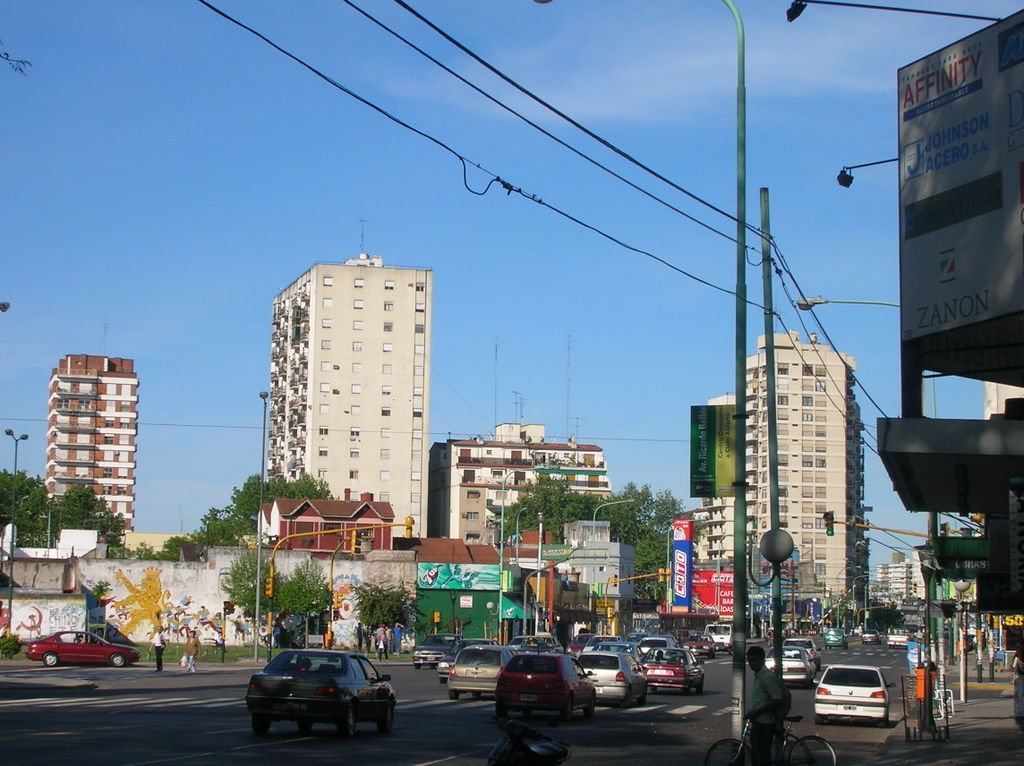
Avenida Dr. Ricardo Balbín a la altura de la estación Saavedra
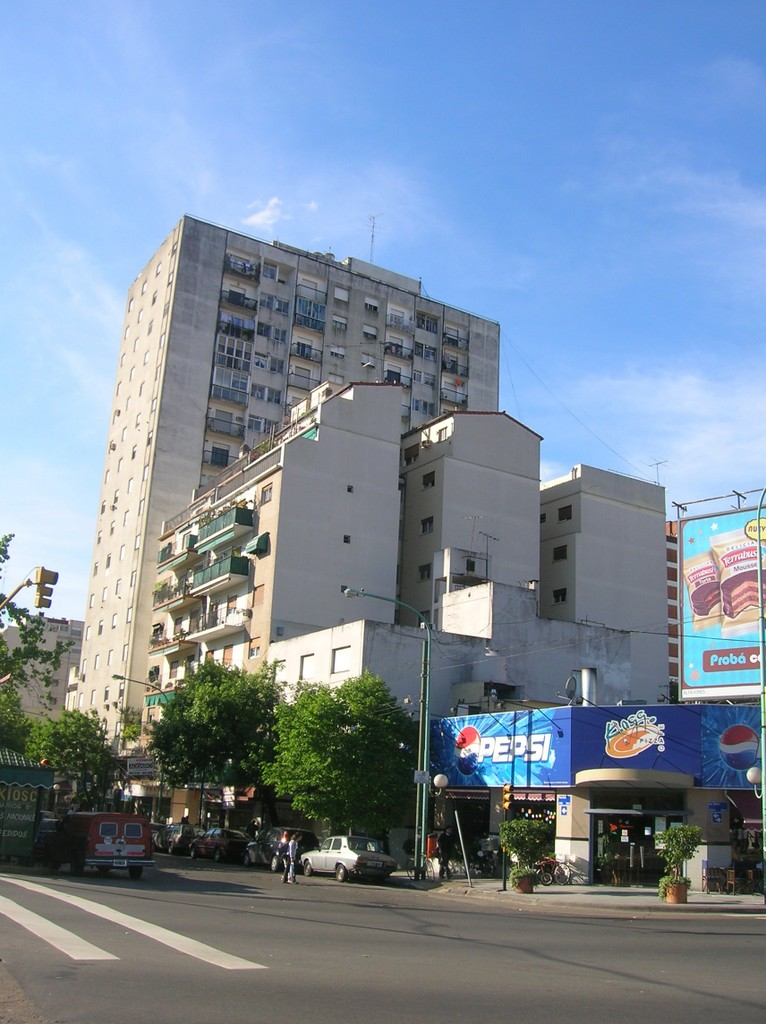
Esquina de Av. Ricardo Balbín y calle Plaza